# Kuruluş Osman
Kuruluş Osman è un serial televisivo drammatico turco, trasmesso su ATV dal 20 novembre 2019. Ripercorre la storia di Osman I, fondatore dell'Impero ottomano. Inoltre, è il seguito della serie Diriliş Ertuğrul, andata in onda su TRT 1 dal 2014 al 2019 e incentrata sulla vita di Ertuğrul, il padre di Osman.

## Trama
La serie racconta le lotte interne ed esterne di Osman I e il modo in cui fondò e controllò la dinastia ottomana. Si parla delle sue lotte contro l'Impero bizantino e i Mongoli e di come pose fine al Sultanato di Rum per fondare uno stato sovrano che si opponesse agli imperi bizantino e mongolo e onorasse i turchi. La serie offre anche uno spaccato della vita personale dei turchi fondatori Oghuz e del loro percorso verso la fondazione di un sultanato. Il personaggio di Osman affronta molti nemici e traditori nel corso della sua ricerca e la serie illustra come è riuscito a superare questi ostacoli e a portare a termine la sua missione con l'aiuto dei suoi leali compagni, familiari e amici.

## Puntate
La serie va in onda su ATV dal 20 novembre 2019: la prima stagione è stata trasmessa dal 20 novembre 2019 al 24 giugno 2020, la seconda stagione dal 7 ottobre 2020 al 23 giugno 2021, la terza stagione dal 6 ottobre 2021 al 15 giugno 2022, la quarta stagione dal 5 ottobre 2022 al 14 giugno 2023, la quinta stagione dal 4 ottobre 2023 al 12 giugno 2024, mentre la sesta stagione dal 2 ottobre 2024.
| Stagione         | Puntate | Prima TV Turchia | Prima TV Italia |
| ---------------- | ------- | ---------------- | --------------- |
| Prima stagione   | 27      | 2019-2020        | inedita         |
| Seconda stagione | 37      | 2020-2021        | inedita         |
| Terza stagione   | 34      | 2021-2022        | inedita         |
| Quarta stagione  | 32      | 2022-2023        | inedita         |
| Quinta stagione  | 34      | 2023-2024        | inedita         |
| Sesta stagione   | in onda | 2024-2025        | inedita         |

## Personaggi e interpreti

### Personaggi principali
- Osman I, interpretato da Burak Özçivit.
- Rabia Bala Hatun, interpretata da Özge Törer.
- Malhun Hatun, interpretata da Yildiz Cagri Atiksoy.
- Orhan Bey, interpretato da Emre Bey.
- Alaeddin Ali Bey, interpretato da Omer Faruk Aran.
- Boran Bey, interpretato da Yiğit Uçan.
- Cerkutay Bey, interpretato da Çağrı Şensoy.
- Gündüz Bey, interpretato da Emre Basalak.
- Procuratore, interpretato da Kanbolat Görkem Arslan.
- Fatma Hatun, interpretata da Leya Kırşan.
- Principessa Holofira, interpretata da Ecem Sena Bayir.
- Gonca Hatun, interpretata da Belgin Şimşek.
- Turgut Bey, interpretato da Ruzgar Aksöy.
- Dündar Bey, interpretato da Ragıp Savaş.
- Göktuğ Alp, interpretato da Burak Çelik.
- Tekfur Aya Nikola, interpretato da Erkan Avcı.
- Yagiz Alp, interpretato da Ismail Alan.
- Dumrel Alp, interpretato da Hakkan Oncu.
- Ayaz Alp, interpretato da Ozgu Rakar.
- Konur Alp, interpretato da Eren Vurdem.
- Efendi Yannis, interpretato da Tuğrul Çetiner.
- Ertuğrul Bey, interpretato da Tamer Yiğit.
- Geyhatu, interpretato da Maruf Otajonov.
- Michael Kosses, interpretato da Serhat Kılıç.
- Vizier Alamshah, interpretato da Taner Turan.
- Üstad Arius, interpretato da Murat Serezli.
- Barkin Bey, interpretato da Serdar Özer.
- Kantakuzenos, interpretato da Hakan Yılmaz.
- Olof, interpretato da Nihat Altınkaya.
- Frigg, interpretata da İpek Karapınar.
- Valide İsmihan Sultan, interpretata da Deniz Barut.
- Comandante Nayman, interpretato da Berik Aitzhanov.
- Effendize Elćim Hatun, interpretato da Yulduz Rajabova.
- Mehmet Bey, interpretato da Emre Dinler.
- Yakup Bey, interpretato da Mirza Bahattin Doğan.
- Ibrahim Bey, interpretato da Erkan Bektaş.
- Karesi Bey, interpretata da Ali Sürmeli.
- Lucas, interpretato da Özgür Çevik.
- Begum Hatun, interpretata da Buçe Buse Kahraman.
- Ilbay, interpretato da Ekin Mert Daymaz.
- Yusuf Bey, interpretato da Ali Önsöz.
- Saruca Bey, interpretato da Erdem Şanli.
- Bayhan Bey, interpretato da Taner Erturkler.
- Gencer Bey, interpretato da Yildrim Gucuk.
- Hazal Hatun, interpretata da Feyza Işık.

### Personaggi secondari
- Aktemur Bey, interpretata da Taha Baran Özbek.
- Selcan Hatun, interpretata da Didem Balçın.
- Ayşe Hatun, interpretata da Açelya Özcan.
- Şeyh Edebali, interpretata da Seda Yıldız.
- Kumral Abdal, interpretato da Emin Gürsoy.
- Aygül Hatun, interpretata da Buse Arslan.
- Sheikh Edebali, interpretata da Seda Yıldız.
- Bayindir Bey, interpretato da Deniz Hamzaoğlu.
- Ulgen Hatun, interpretata da Begüm Çağla Taşkın.
- Bamsı Beyrek, interpretato da Nurettin Sönmez.
- Abdurrahman Gazi, interpretato da Celal Al.
- Gurbuz Alp, interpretato da Alpaslan Ozmol.
- Principessa Sofia, interpretata da Alma Terzić.
- Alişar Bey, interpretato da Saruhan Hünel.
- Komutan Balgay, interpretato da Yurdaer Okur.
- Batur Bey, interpretato da Eren Hacısalihoğlu.
- Samsa Çavuş, interpretato da İsmail Hakkı Ürün.
- Zöhre Hatun, interpretata da Ayşegül Günay Demir.
- Bahadır Bey, interpretato da Çağkan Çulha.
- Sıddık "Salvador" Alp, interpretato da Latif Koru.
- Burçin Hatun, interpretata da Aslıhan Karalar.
- Hazal Hatun, interpretata da Yeşim Ceren Bozoğlu.
- Yavlak Arslan, interpretato da Umut Karadağ.
- Lena Hatun, interpretata da Seray Kaya.
- Bayhoca, interpretata da Yağızkan Dikmen.
- Targun Hatun, interpretata da Zeynep Tuğçe Bayat.
- Komutan Flatyos, interpretato da Seçkin Özdemir.
- Umur "Ömer" Bey, interpretato da Sahin Ergüney.
- Petrus, interpretato da Mert Turak.
- Kara Şaman Togay, interpretato da Teoman Kumbaracıbaşı.
- Epharistos Kalanoz, interpretato da Şevket Süha Tezel.
- Komutam Camuha, interpretato da Emre Koç.
- Aykut Alp, interpretato da Murat Boncuk.
- Salguraga Alp, interpretato da Yusuf Korkmaz.
- Tekfur Rogatus, interpretato da Yildiray Şahinler.
- Anselmo, interpretato da Serdar Akülker.
- Principessa Mari, interpretata da Şeyma Korkmaz.
- Cornelia, interpretata da Melis Gürhan.
- Papaz Gregor, interpretato da Serdar Kayaokay.
- Julia, interpretata da Yazmeen Baker.
- Zehra Hatun, interpretata da Sibel Aytan.
- Akça "Çoban" Koca, interpretata da Batuhan Bozkurt Yüzgüleç.
- Ferman, interpretato da Sacit Süer.
- Selvi Hatun, interpretata da Zehra Yılmaz.
- Hüsameddin Alp, interpretato da Serkan Tastemur.
- Isaac Alp / Komutan Isaac, interpretato da Barış Yalçınsoy.
- Ali Bey, interpretato da Şükrü Türen.
- Mustafa Bey, interpretato da Engincan Tura.
- Tekfur Basileus, interpretato da Levent Özdilek.
- Holofira, interpretato da Duru Yazıcı.
- Komutan Cebe, interpretato da Cemil Büyükdöğerli.
- Öktem Bey, interpretato da Kaan Yalçin.
- Dursun Fakih, interpretato da Burç Kümbetlioğlu.
- Alçicek Hatun, interpretata da Miray Akay.
- Bengi Hatun, interpretata da Almila Uluer Atabeyoğlu.
- Görkluce Alp, interpretato da Muhammad Mertoglu.
- Esrigun Hatun, interpretata da Sena Çakır.
- Kanyumaz Bey, interpretato da Ismail Erkan.
- Saadet Hatun, interpretato da Sevıl Akı.
- Yunus Emre, interpretato da Gökhan Atalay.
- Ayca Hatun, interpretata da Yağmur Öztürk.
- Principessa Tekfur Olivia, interpretata da Ebru Kocaaga.
- Karacelasun, interpretato da İbrahim Temizoğlu.
- Vasilis, interpretato da Ridvan Aybars Duzey.
- Melike Hatun, interpretata da Bengi Öztürk Akkaya.
- Suleyman Bey, interpretato da Alican Ocumuş.

## Produzione
La serie è creata, scritta e prodotta da Mehmet Bozdağ, che ha anche ricoperto gli stessi incarichi nella serie precedente, Diriliş Ertuğrul, andata in onda su TRT 1 per cinque stagioni dal 2014 al 2019. Al termine di quest'ultima serie, il produttore ha annunciato la produzione di una nuova serie che racconta la storia dell'Impero ottomano. Inizialmente il titolo previsto per la serie era Diriliş Osman, il quale è stato successivamente modificato in Kuruluş Osman.

## Riconoscimenti
- Ayakli Gazete TV Stars Awards
  - 2021: Premio come Miglior attore a Burak Özçivit[8]
  - 2021: Premio come Miglior sceneggiatura a Mehmet Bozdağ[8]
  - 2021: Premio come Miglior attore non protagonista a Nurettin Sönmez[8]
  - 2024: Premio come Stella nascente dell'anno a Özge Törer[9]
- Crystal Diamond Awards
  - 2021: Premio come Miglior serie televisiva dell'anno per Kuruluş Osman[10]
  - 2021: Premio come Miglior produttore dell'anno a Mehmet Bozdağ[10]
- Crystal Globe Awards
  - 2020: Premio come Miglior attrice dell'anno a Özge Törer[11][12]
  - 2020: Premio come Miglior attrice esordiente dell'anno ad Ayşen Gürler[13]
  - 2020: Premio come Miglior attrice non protagonista dell'anno ad Emel Dede[13]
  - 2020: Premio come Miglior attore bambino dell'anno a Oğuz Kara
- Eurasian Consumer Protection Association Award
  - 2021: Premio come Miglior serie televisiva dell'anno per Kuruluş Osman[14]
  - 2021: Premio come Miglior attore dell'anno a Burak Özçivit[14]
  - 2021: Premio come Miglior attrice dell'anno a Özge Törer[14]
  - 2021: Premio come Miglior attrice non protagonista dell'anno a Emel Dede[14]
  - 2021: Premio come Miglior attrice non protagonista dell'anno ad Ayşen Gürler[14]
- European Awards
  - 2021: Premio come Miglior serie televisiva per Kuruluş Osman[15]
  - 2021: Premio come Miglior attore a Burak Özçivit[15]
  - 2021: Premio come Miglior produttore a Mehmet Bozdağ[15]
- Golden Palm Awards
  - 2020: Premio come Miglior serie televisiva dell'anno per Kuruluş Osman[16][17]
  - 2020: Premio come Miglior produttore dell'anno a Mehmet Bozdağ[16][17]
  - 2021: Premio come Miglior serie televisiva dell'anno per Kuruluş Osman[18][19]
  - 2021: Premio come Miglior produttore dell'anno a Mehmet Bozdağ[18][19]
  - 2021: Premio come Miglior attore dell'anno a Burak Özçivit[18][19]
  - 2021: Premio come Miglior attrice in una serie televisiva dell'anno a Yıldız Çağrı Atiksoy[18][19]
- International Venice TV Awards
  - 2021: Premio come Miglior serie per Kuruluş Osman[16]
- Istanbul University Project Club
  - 2020: Premio come Miglior attore maschile dell'anno a Burak Özçivit[16]
  - 2021: Premio come Miglior produttore dell'anno a Bozdağ Film[20]
  - 2021: Premio come Miglior serie televisiva dell'anno per Kuruluş Osman[20]
  - 2021: Premio come Miglior attore maschile dell'anno a Burak Özçivit[20]
  - 2021: Candidatura come Miglior coppia televisiva a Burak Özçivit e Özge Törer
  - 2023: Premio come Miglior attrice dell'anno a Yıldız Çağrı Atiksoy
- Media Oscar
  - 2020: Premio come Miglior attore maschile dell'anno a Burak Özçivit[21]
- Moon Life Awards
  - 2021: Premio come Miglior serie televisiva dell'anno per Kuruluş Osman[10]
- Quality Magazine Awards
  - 2021: Premio come Miglior serie televisiva per Kuruluş Osman
  - 2021: Premio come Miglior attore maschile a Burak Özçivit